# Pseudaletia antica
Pseudaletia antica là một loài bướm đêm trong họ Noctuidae.